# Breguet IV
Breguet IV byl letoun vyráběný společností Breguet. Poprvé vzlétnul v roce 1911 a byl to první výrobek této společnosti, který se vyráběl ve větším počtu. Několik kusů používalo i Francouzské armádní letectvo a britský Royal Flying Corps. Je významný širokým užitím kovu ve své konstrukci, což nebylo u tehdejších letounů obvyklé.

## Vznik a vývoj
Breguet typ IV byl vyvinut z Breguetu typ III, který se objevil v roce 1910. Jednalo se o dvouplošník s tažným motorem a příďovým podvozkem.

## Varianty a označení

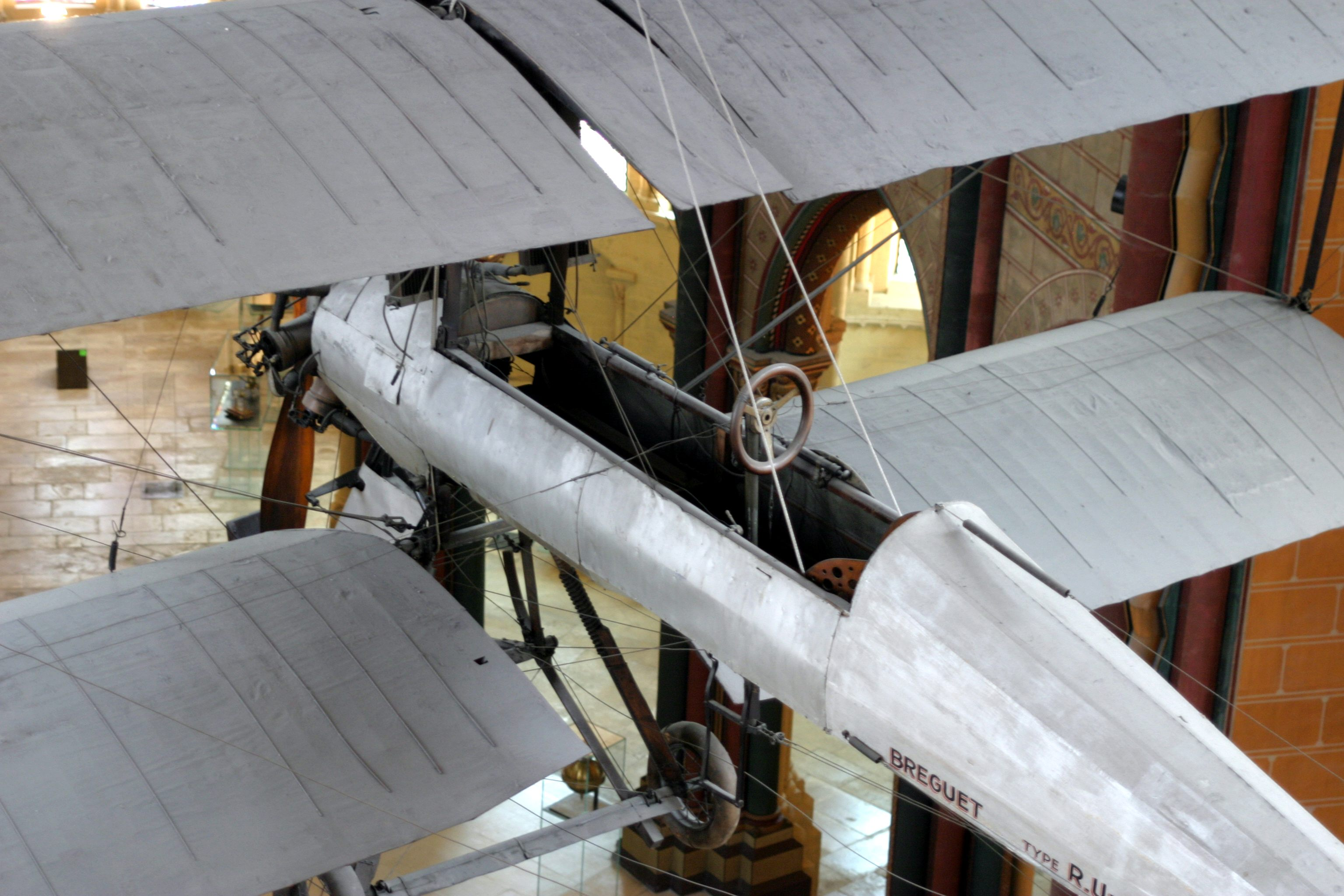
Pohled na R.U.1 z nadhledu, ukazující konstrukci letounu.

Breguet IV byl vyráběn v množství variant, lišících se uspořádáním a počtem míst v kokpitu a instalovanou pohonnou jednotkou. Ačkoliv dřívější Breguetova letadla byla označována typovým číslem, stroje vyrobené po typu III byly obecně označovány číslem draku a kombinací čísla a písmene určující typ instalovaného motoru.
- G, později G.1, poháněný motorem Gnome Omega o výkonu 50 hp
- G.2 poháněný motorem Gnome o výkonu 70 hp
- G.3 poháněný motorem Gnome Double Omega o výkonu 100 hp
- G.4 poháněný motorem Gnome Double Lambda o výkonu 160 hp
- R.1 poháněný motorem REP o výkonu 50 hp
- R.2 poháněný motorem REP o výkonu 70 hp
- L.1 poháněný motorem Renault ('L' značí Louis Renault) o výkonu 50 hp
- L.2 poháněný motorem Renault o výkonu 70 hp
- C.1 poháněný motorem Chenu o výkonu 40 hp
- C.2 poháněný motorem Chenu o výkonu 80 hp
- U.1 poháněný motorem Canton-Unné o výkonu 80 hp
- U.2 poháněný motorem Canton-Unné o výkonu 110 hp
- HU.3 plovákový letoun poháněný motorem Canton-Unné o výkonu 200 hp
- D.1 poháněný motorem Dansette o výkonu 100 hp
- O.1 poháněný motorem Le Rhône o výkonu 80 hp
- J poháněný motorem Salmson o výkonu 110 hp

## Použití
Typ byl používán jako cvičný a experimentální, stroj G.1 dosáhl v roce 1911 světových rychlostních rekordů při nesení jednoho (19. ledna, 86,3 km/h) a dvou pasažérů (6. března, 79,7 km/h). G.3 se stal prvním letounem který unesl pilota a deset cestujících.
Jednotlivé exempláře či menší série variant G.1, G.2, G.2bis Militaire, G.3, J, L.1, L.2 a U.2 zakoupily i ozbrojené síly Francie a dalších zemí, například Argentiny a Spojeného království.
Breguety U.2 francouzské escadrille BR 17 se po vypuknutí první světové války zapojily do počátečních bojů na alsaské frontě jako průzkumné, ale brzy byly v prvoliniové službě nahrazeny typem Voisin III.

## Zachované kusy
Jeden exemplář varianty R.U.1 je vystaven v Musée des arts et métiers v Paříži.

## Uživatelé

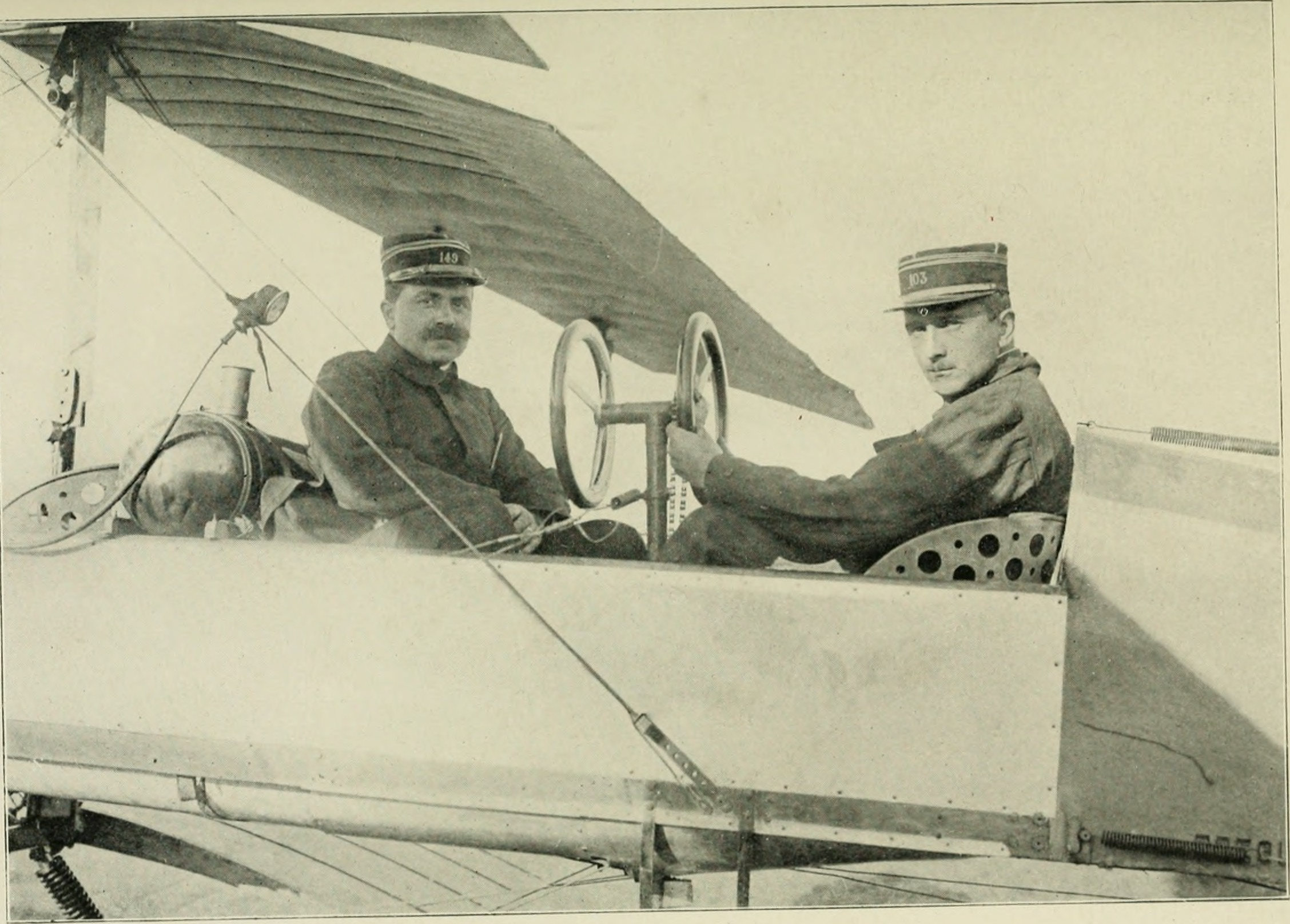
Typ IV užívaný Francouzskou armádou, 1912.

- Argentina
- Francie
- Chile
- Thajsko
- Spojené království
  - Royal Flying Corps
  - Royal Naval Air Service
- Švédsko

## Specifikace (L-1)
Údaje podle časopisu Flight, 22. července 1911, s. 625

### Technické údaje
- Posádka: 1
- Kapacita: 1 cestující
- Délka: 9 m
- Rozpětí:
  - Horní křídlo: 13,94 m
  - Dolní křídlo: 8,74 m
- Výška: 3,42 m
- Nosná plocha: 30,43 m²